# Klucz (obwód smoleński)
Klucz (ros. Ключ) – wieś (ros. деревня, trb. dieriewnia) w zachodniej Rosji, w osiedlu wiejskim Zaborjewskoje rejonu diemidowskiego w obwodzie smoleńskim.

## Geografia
Miejscowość położona jest 1 km od drogi regionalnej 66N-0504 (66K-11 – Prżewalskoje), 2 km od centrum administracyjnego osiedla wiejskiego (Zaborje), 14,5 km od centrum administracyjnego rejonu (Diemidow), 73,5 km od stolicy obwodu (Smoleńsk), 42 km od granicy z Białorusią.
W granicach miejscowości znajduje się ulica Riabinowaja (1 posesja).

## Demografia
W 2010 r. miejscowości nikt nie zamieszkiwał.

## Historia
W czasie II wojny światowej od lipca 1941 roku wieś była okupowana przez hitlerowców. Wyzwolenie nastąpiło we wrześniu 1943 roku.